# Тафа ер
Тафа ер (енгл. Tafa Air) је нискотарифна авио-компанија са седиштем у Тирани, Албанија. Чвориште авио-компаније се налази на два аеродрома у две земље - Аеродром Тирана у Албанији и Аеродром Приштина . Фокусирана је на летове ка градовима у Немачкој.

## Историјат
Током маја месеца 2009. године основана је авио-компанија Тафа ер, са седиштем у Тирани, главни град Албаније. Дана 18. децембра 2009. године обављен је први лет.

## Дестинације
Од фебруара месеца 2010. године, Тафа ер нуди следеће дестинације:
- Албанија
  - Тирана (Аеродром Тирана) - чвориште
- Грчка
  - Атина (Аеродром Атина)
- Немачка
  - Фридрихсхафен (Аеродром Фридрихсхафен)
- Србија
  - Приштина (Аеродром Приштина) - чвориште

## Флота
Флота Тафа ер, од фебруара месеца 2010. године, састоји се од следећих ваздухоплова:
| Ваздухоплов    | У флоти | Поручених | Седиште (Економска) | Белешке                 |
| -------------- | ------- | --------- | ------------------- | ----------------------- |
| Фокер 100      | 1       | 0         | 100                 | Изнајмљен од Деним ера  |
| Галфстрим Г200 | 0       | 1         | ?                   | за корист на ВИП летове |
| Укупно         | 1       | 1         |                     |                         |